# Uniwersytet Federalny Rio Grande do Sul
Uniwersytet Federalny Rio Grande do Sul (port. Universidade Federal do Rio Grande do Sul, UFRGS) – brazylijska uczelnia wyższa z siedzibą w Porto Alegre.